# Curral Velho
Curral Velho es una localidad caboverdiana del municipio de Tarrafal.

## Geografía
La localidad está situada en la isla de Santiago.

## Organización territorial
La localidad abarca los lugares y barrios de:
- Acima Cutelo
- Curral Velho
- Pedra Cumprida
- Pedra Juntado
- Riba Tcham